# Amazon Mechanical Turk
Amazon Mechanical Turk (MTurk) is een website van Amazon.com, gericht op bemiddeling tussen aanbieders en uitvoerders van kleine online werkzaamheden, Human Intelligence Tasks (HITs) genaamd. Met veel van deze HITs kan een bescheiden vergoeding worden verworven.
De naam verwijst naar de Turk-schaakmachine uit 1770. Deze werd gepresenteerd als een schaakautomaat, terwijl er in werkelijkheid een goede schaker in de machine verborgen zat.
In september 2007 werd Amazon Mechanical Turk ingezet bij de zoektocht naar Steve Fossett.